# Conops frontalis
Conops frontalis är en tvåvingeart som beskrevs av Krober 1915. Conops frontalis ingår i släktet Conops och familjen stekelflugor.
Artens utbredningsområde är Guinea-Bissau. Inga underarter finns listade i Catalogue of Life.